# Nowe Miasto Lubawskie (comune rurale)
Nowe Miasto Lubawskie (Neumark in Westpreußen fino al 1920 e dal 1939 al 1945) è un comune rurale polacco del distretto di Nowe Miasto Lubawskie, nel voivodato della Varmia-Masuria.
Ricopre una superficie di 138,02 km² e nel 2004 contava 7 740 abitanti.
Il capoluogo è Nowe Miasto Lubawskie, che non fa parte del territorio ma costituisce un comune a sé.